# イプソスの戦い
イプソスの戦い（英語：Battle of Ipsus）は、紀元前301年にフリュギア地方のイプソス（現在のトルコ中西部の地域）で起こった会戦である。このディアドコイ戦争最大の会戦はアンティゴノス1世によるアレクサンドロス帝国再統一を不可能とし、その分裂を決定づけた。

## 背景
アレクサンドロス3世（大王）の死後、有力な武将たちによる勢力争いが起こった。いわゆるディアドコイ戦争である。紀元前311年、カッサンドロス・アンティゴノス1世・プトレマイオス・リュシマコスの四者で一旦は講和が成立したが、紀元前308年頃までにアレクサンドロスの血統がほぼ断絶したことで、彼らが王を名乗るようになり抗争は激化した。
当時最有力だったのはアンティゴノスであり、エーゲ海の制海権も確保して勢力を固めた。これに対しカッサンドロス・プトレマイオス・リュシマコス達はセレウコスを加え、反アンティゴノス同盟を結んだ。アンティゴノスはこれを粉砕するためセレウコス＝リュシマコス連合軍とイプソスの戦いに臨んだ。時に紀元前301年のことである。

## 会戦
アンティゴノス軍は右翼にアンティゴノスの子デメトリオス1世率いる精鋭騎兵部隊と軽装歩兵を配し、アンティゴノス自身は中央に陣取った。一方、セレウコス＝リュシマコス連合軍は全軍の前にセレウコスがチャンドラグプタ（サンドロコットス）との協定でインド付近の領土との交換で手に入れた多数の戦象を並べ、左翼にセレウコスの子アンティオコス率いる騎兵部隊が、中央にはセレウコス率いる歩兵部隊が、右翼にはリュシマコス率いる騎兵部隊が陣取った。
デメトリオス率いる右翼の部隊がアンティオコスの部隊に攻撃を開始し、デメトリオスは大きく後退したアンティオコスを追撃した。その間にセレウコス＝リュシマコス連合軍中央と右翼はアンティゴノス軍本隊（左翼および中央）に攻撃を加えるとともに、戦象部隊をデメトリオスの部隊とアンティゴノス軍本隊の間に進出させた。やがて敵を深追いしすぎたことにデメトリオスは気付き、戦場に戻ろうとするも、敵の戦象によってそれを阻まれ、アンティゴノスの本隊と合流することができず、アンティゴノスは敵の投槍を受けて戦死した。敗北を悟ったデメトリオスは残余の兵を率いて退却した。
こうしてディアドコイ戦争最大の会戦はセレウコス＝リュシマコス連合軍の勝利に終わった。

## その後

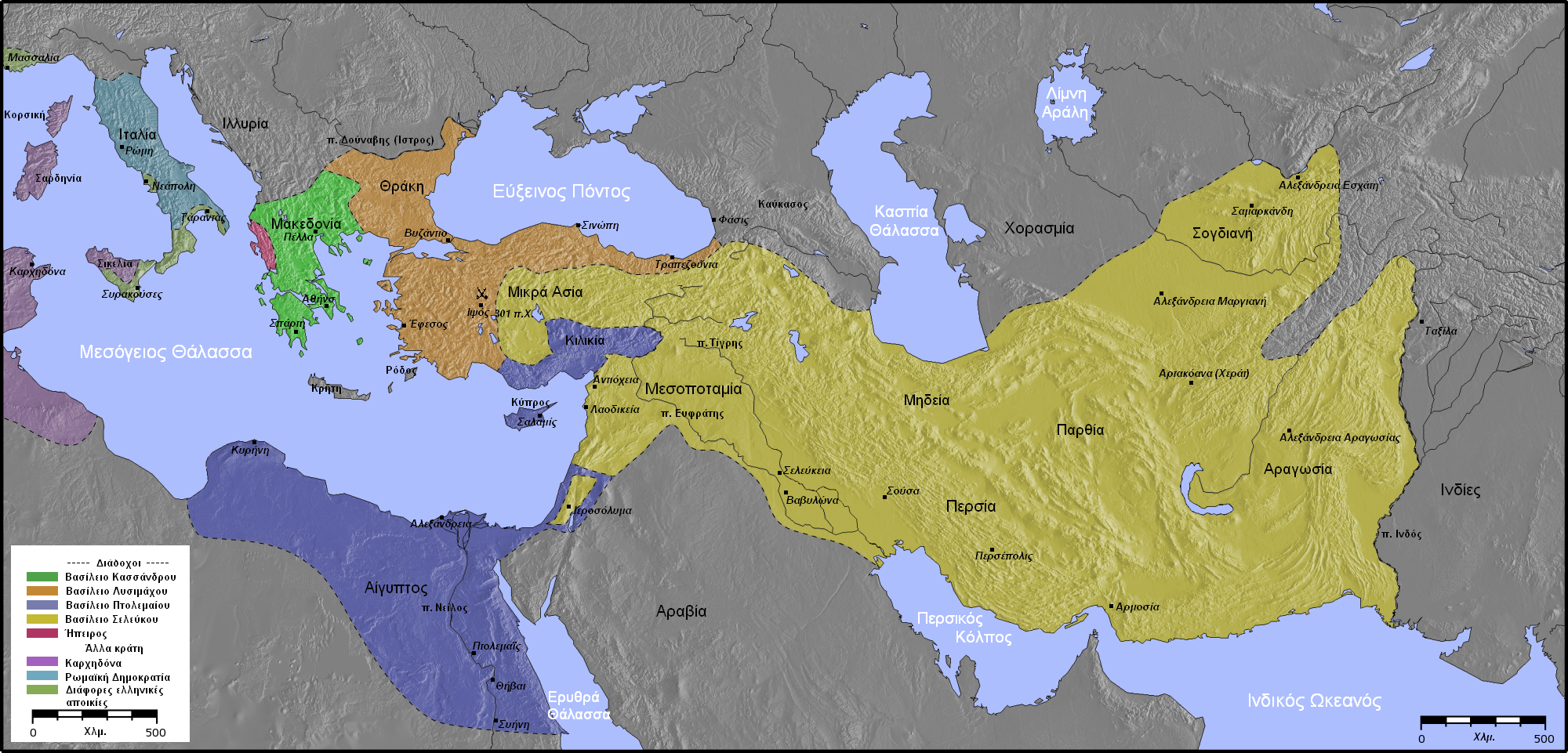
紀元前3世紀のヘレニズム諸国
セレウコス朝
アンティパトロス朝
リュシマコス朝
プトレマイオス朝

戦いの勝者たちはアンティゴノスの所領を分割しあった。こうして、エジプトをプトレマイオス、トラキアと小アジアをリュシマコス、シリアとシリア以東をセレウコス、マケドニアをカッサンドロスが統治することになり、この四王国の分立によってアレクサンドロス帝国の分裂は決定づけられた。
特にセレウコスはアンティゴノスの所領の多くを得ることに成功し、最も勢力を伸ばすことになったが、これがプトレマイオスやリュシマコスらに警戒され、以後は彼らと対立するようになった。セレウコスはイプソスで敗れたデメトリオスと同盟することで、これに対抗することを選び、デメトリオスは息を吹き返した。
マケドニアのアンティパトロス朝は、この数年後にはカッサンドロスの死によって王位継承争いが生じた。その混乱に乗じてデメトリオスがアンティパトロス朝を滅ぼして王位についたものの、彼はすぐに放逐され、以降短期政権が次々と起こっては消え、混乱が続いた。最終的にはデメトリオスの息子であるアンティゴノス2世が紀元前276年にマケドニア王となり、長期王朝としてのアンティゴノス朝マケドニアが成立した。既にリュシマコスはセレウコスに敗れ、彼の王国は崩壊していたため、これによりアンティゴノス朝マケドニア・セレウコス朝シリア・プトレマイオス朝エジプトのヘレニズム三王国が並び立つ状況が形成された。

## 関連書籍
- オスプレイ・メンアットアームズ・シリーズ（OSPREY MEN-AT-ARMS18） 『アレクサンドロス大王の軍隊 東征軍の実像』、ニック・セカンダ著、新紀元社 、2001年　ISBN 4-88317-848-X
- 『古代ギリシア人の戦争 会戦事典800BC-200BC』、市川定春著、新紀元社、2003年　ISBN 4-7753-0113-6

## 関連作品
- ゲーム
  - Succesors （米アバロンヒル社） 1997年
  - アレクサンドロスの遺産（越田一郎 朝日出版社） 1983年